# Pierre Devaux (sculpteur)
Pour les articles homonymes, voir Devaux et Pierre Devaux.
Pierre Devaux né le 22 septembre 1865 à Tassin-la-Demi-Lune et mort le 9 novembre 1938 à Neuville-les-Dames est un sculpteur et médailleur français.

## Biographie

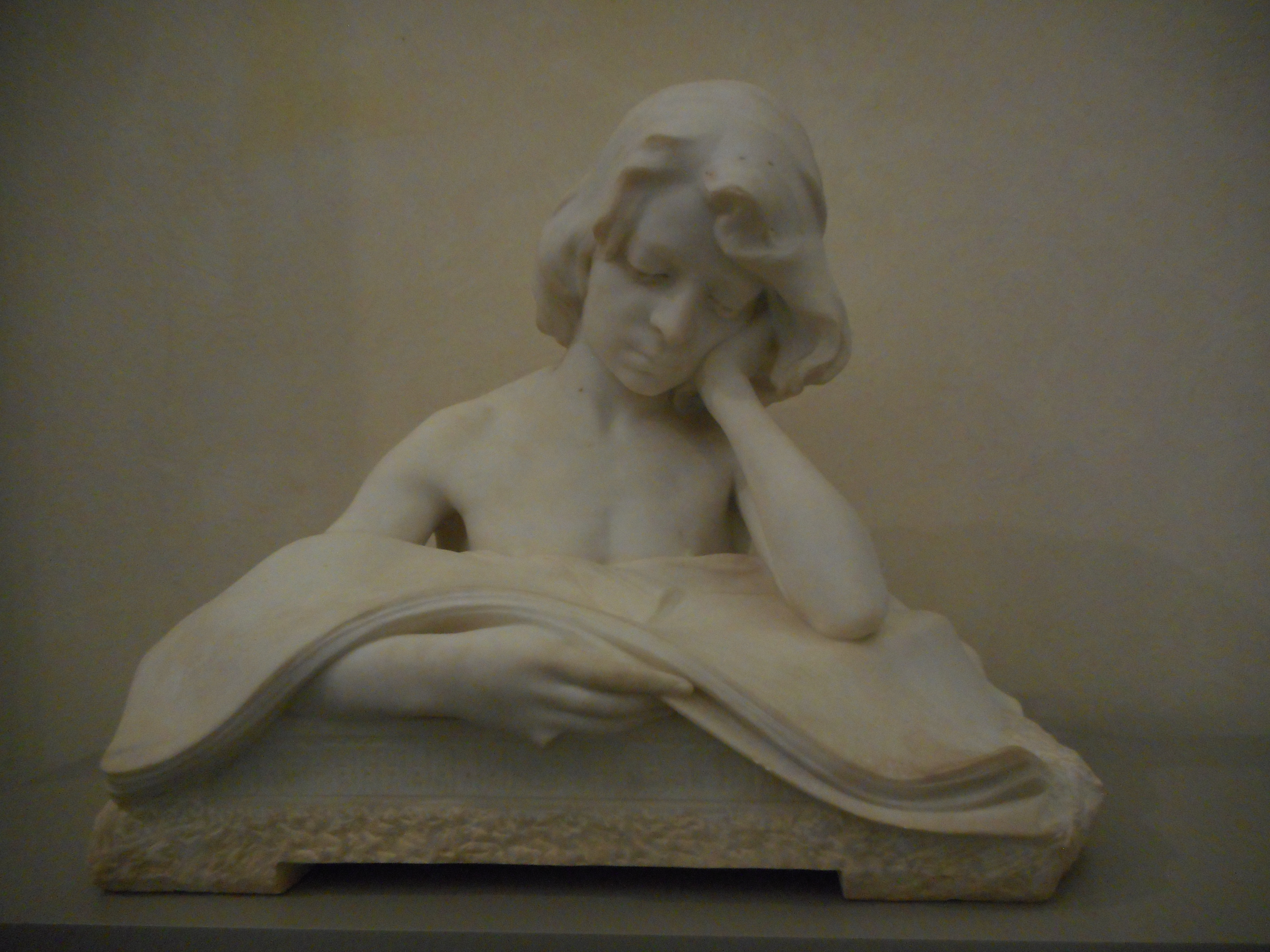
L'Étude, musée des Beaux-Arts de Lyon.

Les parents de Pierre Devaux, Benoît Devaux et Élisabeth Perrier, sont cafetiers rue Dumont-d'Urville dans le quartier de la Croix-Rousse à Lyon. Le 18 juillet 1914, il se marie avec Anna Raillon (1891-1968), artiste peintre à Lyon.
Il expose au Salon des artistes français où il obtient une mention honorable en 1890 avec son œuvre Les Orphelins, qu'il exécuta durant les trois années passées à Paris. Le Salon d'automne de Paris et la Société lyonnaise des beaux-arts tiennent une place prépondérante tout au long de sa carrière, de 1897 jusqu'au début des années 1900, ce qui lui assure visibilité et notoriété au sein notamment de la famille politique de l'époque, puisqu'Édouard Aynard et Louis Bérard soutiennent « cet artiste sans fortune, très actif et travailleur ».
Il est reconnu principalement pour ses bustes — le musée des Beaux-Arts de Lyon conserve son Buste du peintre Paul Chenavard — et sa participation à la réalisation de l'horloge monumentale de Tassin-la-Demi-Lune inaugurée en 1907.

### Formation
Le 13 janvier 1882, Pierre Devaux entre en classe de Principes aux Beaux-Arts de Lyon, et dès l'année suivante en sculpture. Malgré sa bourse d'études, pour subsister, il travaille chez un fabricant de statuettes. Il étudie avec le sculpteur Charles Dufraine. Adolphe Louis Castex-Dégrange (1840-1918), son professeur par intérim, soutient le jeune artiste « qui donne les plus belles espérances »[réf. nécessaire]. En 1888, il poursuit aux Beaux-Arts de Paris, ayant obtenu une bourse d'études durant trois années, il est apprécié par Gabriel-Jules Thomas. Durant cette première année il exécute un Sophocle inspiré de l'antique, ce qui lui vaudra de recevoir le prix de Paris en 1888. L'artiste ne reste pas à Paris au-delà des trois années de sa bourse d'études et ne sera jamais bien placé pour le prix de Rome.

### Carrière artistique

#### Premières commandes lyonnaises

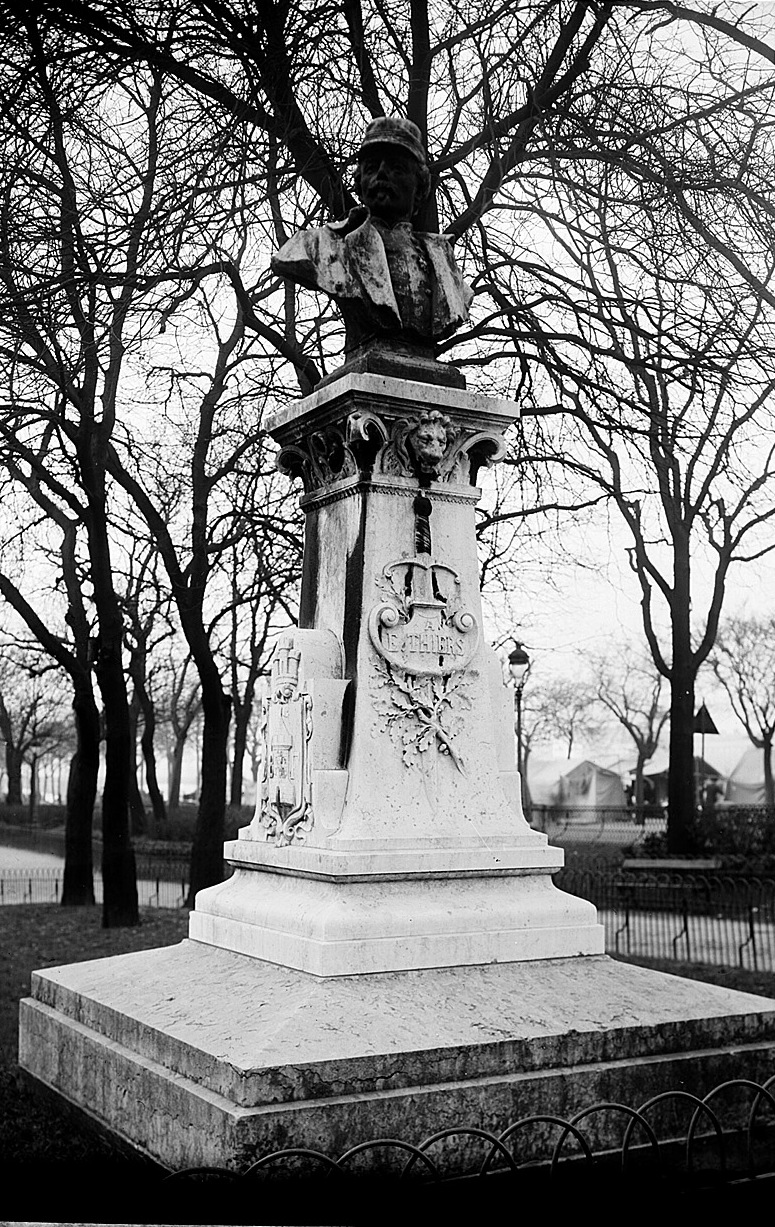
Monument à Édouard Thiers (1893), Lyon, place Raspail.

L'œuvre qui le fait remarquer est l'allégorie de La Soie dont il demande l'acquisition par l'État en mai 1890. La Soie est fondue en bronze à l'occasion de l'Exposition universelle, internationale et coloniale de Lyon de 1894, et est acquise par la commission de la préfecture en avril 1897. Elle figure de nouveau à l'Exposition internationale urbaine de Lyon de 1914 devant le palais de l'Horticulture.
Avant son retour à Lyon en 1891, la ville lui commande le buste de Michel Perrache pour la mairie du 2e arrondissement. La maquette est reçue le 19 novembre 1891 d'après des portraits peints. Il est aussi chargé de celui d'Édouard Thiers qui s'est illustré dans la défense du fort de Bellevue en 1870, pour le monument élevé par Coquet à la mémoire du militaire récemment disparu. Il n'a pas encore achevé cette statue que l'architecte Claude-Anthelme Benoit lui commande un retable pour la chapelle de l'église Saint Nizier de Lyon. En 1895, il obtient l'acquisition des Orphelins.

#### Insuccès aux premiers concours
Pierre Devaux participe aussi au concours pour le buste de La République destiné à la salle des séances du conseil municipal de Lyon. Les trois sculpteurs du jury lui attribuent le premier prix, mais ce n'est qu'un second prix qui lui est accordé, apprend l'artiste par les journaux. Il refuse la récompense dans une lettre adressée au maire, publiée par L'Express de Lyon du 16 décembre 1895 : « Ma dignité artistique ne me permet point de déjuger les trois sculpteurs que leur mérite a fait désigner comme membres du jury. Puisque tous les trois étaient d'accord pour me faire obtenir la première place, permettez-moi de m'en tenir là et de me retirer d'un concours dont la solution pourrait à bon droit me surprendre ». Il ne remporte ni la commande du buste, ni le concours pour le Monument au sergent Blandan (1899), ni celui pour Soulary (1895) finalement attribué à Auguste Suchetet. En revanche, la Ville lui commande, dans le cadre de la série des Lyonnais célèbres, un buste en marbre de Paul Chenavard, peintre lyonnais dont il sculptera le tombeau, peu après 1898. Devaux signe la soumission le 23 décembre 1897. Il demande la documentation pour le concours du Monument à Carnot au début de 1895, mais sa participation demeure encore obscure. Pierre Devaux s'est fait une spécialité de ce type d'œuvres monumentales. Il en expose au Salon de Lyon en 1896 qui sont très remarquées.

#### Succès aux suivants
Pierre Devaux remporte cependant le 3e prix au concours du Monument à Puget de Marseille sur 32 concurrents, le 7e prix à celui de Lazare Carnot sur 43 concurrents et le 2e prix au Monument Livet. Il exécute avant 1914, les monuments funéraires privés ou publics à la mémoire d'Étienne Poulet (Villefranche-sur-Saône), du savant Auguste Bravais (Chamonix), à Alphonsine Courajod (Blacé), ou encore l'horloge monumentale de Tassin-la-Demi-Lune réalisée par la Société du Val d'Osne d'après le modèle de Pierre Devaux concernant les hiboux aux ailes déployées surmontant le cadran.

#### L'enseignant
L'artiste assure la suppléance de la classe de sculpture aux Beaux-Arts de Lyon entre 1897 et 1899. Il forme alors François Clémencin (1878-1950) (2e prix de Paris en 1899), ou encore Georges Mathey (second grand prix de Rome), mais c'est à Pierre Aubert, de douze ans son ainé, qu'est confiée la classe après la mort de Charles Dufraine en 1900.

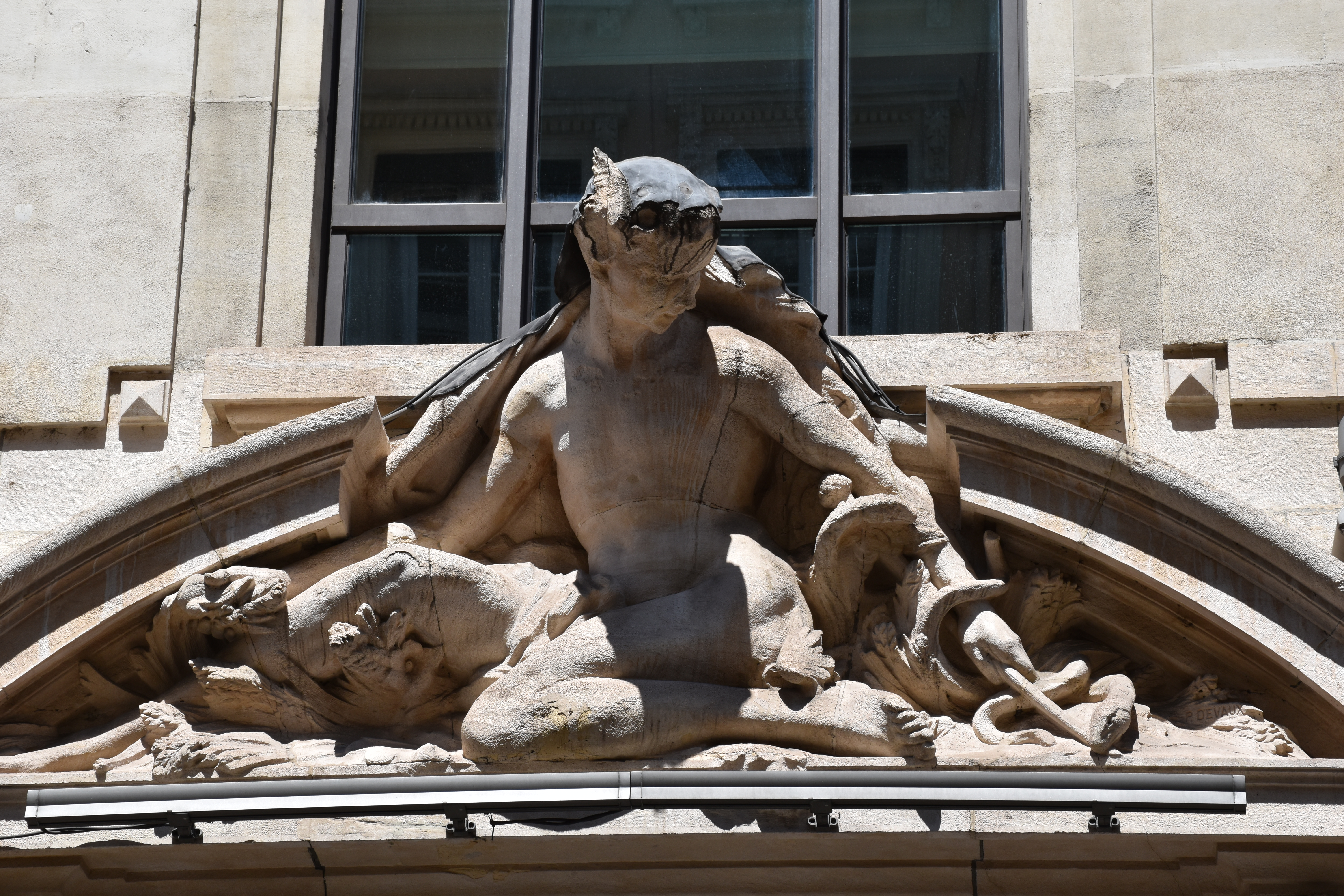
Mercure, fronton, 39, rue Grenette, Lyon.

#### Une carrière lyonnaise
On retrouve Devaux au concours du Monument au docteur et ancien maire de Lyon Antoine Gailleton, associé aux architectes Robert et Cholat. Le buste de Risette est acquis par la Ville de Lyon en 1909. On inaugure le Monument à Jean-Maris Bataille (1884-1912) le 30 novembre 1913. Il figure à l'Exposition internationale urbaine de Lyon de 1914 avec Faune et Bacchante. Devaux est réputé dans le domaine du portrait et du monument funéraire dont il donne une liste partielle, sous le nom de Monuments particuliers. Devaux n'a pas exposé de 1902 à 1906, ni en 1920 et 1927. 

#### Le décorateur

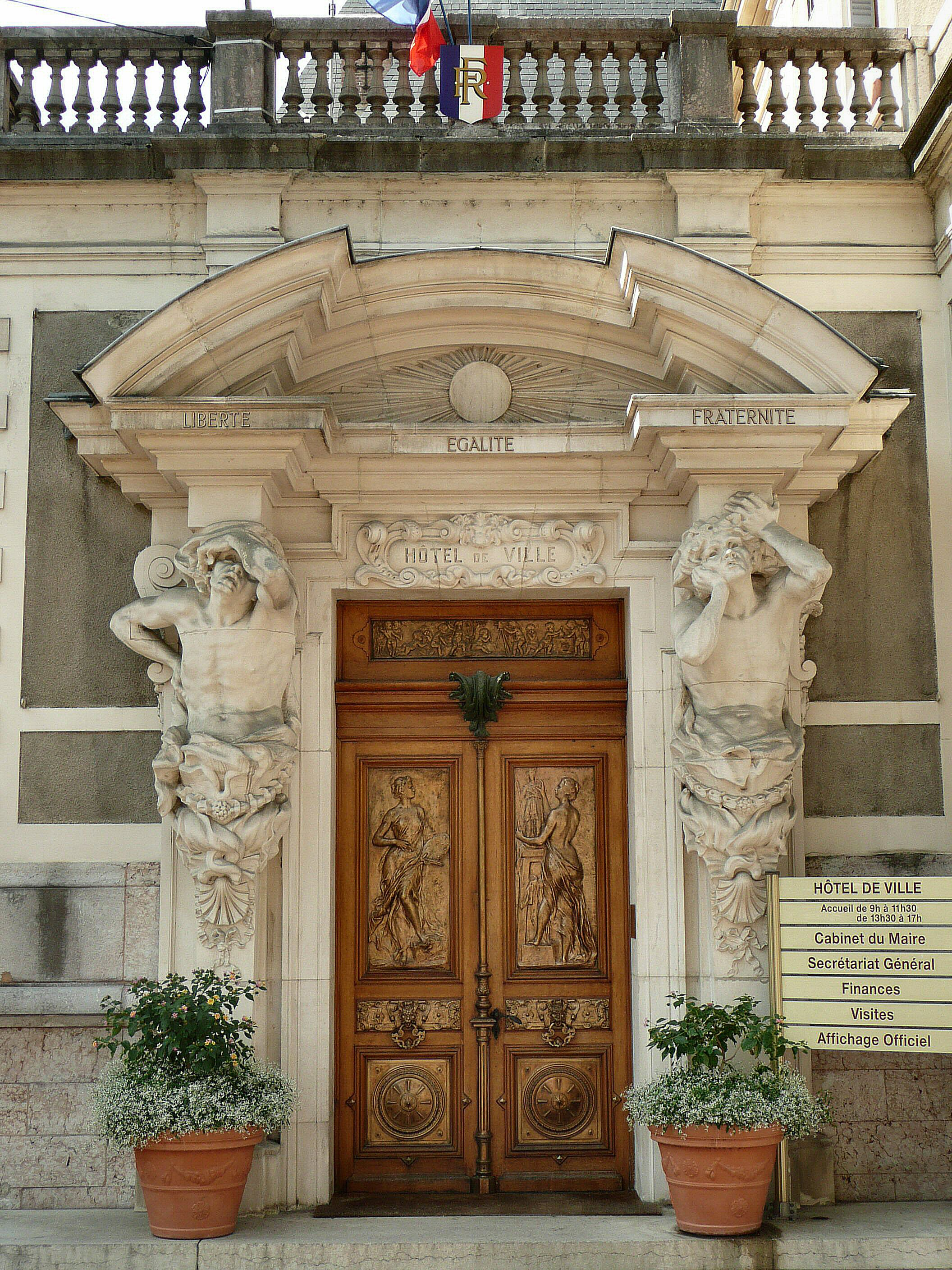
Cariatides ornant la porte de la villa Lumière, Évian-les-Bains.

Pierre Devaux se distingue également par son sens de la décoration. Il s’exerce tout d'abord lors du chantier de la maison de villégiature de la famille Lumière à Évian-les-Bains, acquise en 1896 par Antoine Lumière, cette villa nécessite une distribution intérieure des pièces ainsi que la décoration qui durera de 1896 à 1898. L'architecte chargé du projet est Paul Pelissier (1869-1923) accompagné pour les sculptures intérieures et extérieures d'Antonin Mercié et de Nicolas Grandmaison (1856-1931). Pierre Devaux intervient quant à lui au niveau de la porte principale ; il la cantonne de deux atlantes d'après ceux de l'hôtel de ville de Toulon par Pierre Puget. Ami proche d'Antoine Lumière, ce dernier il confie la décoration extérieure de la villa Lumière à Monplaisir, comprenant au moins deux portes. On lui attribue aussi la figure ornant la cheminée du jardin d'hiver, le Buste de Madame Lumière ainsi que le Coq de l'escalier d'honneur. Il n'est pas évident de cerner la part de chaque artiste dans ce chantier, la famille Lumière ayant fait appel à de nombreux amis artistes lors de la construction de la villa, parmi lesquels le peintre Eugène-Benoît Baudin ou encore le sculpteur sur bois George Cave.
Ces différents travaux vont lui apporter une certaine reconnaissance au sein d'une clientèle privée et lui conférer un statut de décorateur fécond avant 1914. Outre ses travaux monumentaux, il va s'atteler à de plus petites pièces telles que des vases pour des amateurs d'art décoratif, comme le docteur Léon Tripier (1842-1891) ou encore la famille Lumière. Pierre Devaux peut également profiter d'un rayonnement à l'international avec son vase en grès flammé Le Rhône, La Saône envoyé au musée[Lequel ?] de la ville de Moscou, Les Éléments, une cheminée présentée lors de l'Exposition universelle de 1911 à Turin, ou encore la décoration intérieur de l'hôtel Beau-Rivage à Lausanne. 
D'après l'historienne de l'art Élisabeth Hardouin-Fugier, après la Première Guerre mondiale, Pierre Devaux n'a pas su se réinventer et estime que son style souple et libre, sa vision de l'allégorie ou encore son goût pour la sculpture du XVIIIe siècle sied davantage au style Art nouveau qu'à celui plus géométrique de l'Art déco.

## Œuvres

### Buste
- Michel Perrache, marbre, Lyon, mairie du 2e arrondissement.
- Paul Chenavard, marbre, musée des Beaux-Arts de Lyon.
- Futur savant, marbre, musée des Beaux-Arts de Lyon.
- Rieuse, marbre, Villefranche-sur-Saône, musée Paul-Dini.
- Florentin, Salon de 1887 (3e médaille), hôtel de ville de Lyon.
- Réminiscence byzantine, Salon de 1896, buste en porcelaine de saxe, localisation inconnue.
- M. Guinon, ancien maire de Jarnioux, plâtre, fin du XIXe siècle, localisation inconnue.

### Statue
- La Soie, bronze, Salons de Paris et de Lyon, localisation inconnue.
- La Lionne, bronze, Salons de Paris et de Lyon, localisation inconnue.
- Les Orphelins, groupe en plâtre, collections de la Ville de Lyon.
- Faune et bacchante, groupe en plâtre, Salons de Paris et de Lyon, localisation inconnue.
- Fleur de sommeil, plâtre, prime de la Ville de Lyon en 1895, localisation inconnue.
- Fleur de montagne, plâtre grandeur nature, Salons de Paris et de Lyon 1908, localisation inconnue.
- La Défense de la nichée, deux groupes en pierre, Salons de Paris et de Lyon de 1899, château d'Azolettes.
- L'Espérance consolant l'Affliction, groupe en pierre, Salon de Lyon, La Balme[Laquelle ?].
- L'Épargne et la Métallurgie, statue en pierre, localisation inconnue.
- Beethoven mourant, bas-relief, Salon de 1909, localisation inconnue.
- Le Semeur de pensées, Salon de 1909, localisation inconnue.
- Le Pêcheur de langouste, Salon de 1890, localisation inconnue.
- Danseuse, bronze, Salon de 1911, localisation inconnue.

### Projet de monument
- Monument à Puget pour Marseille, 3e sur 32 concurrents, localisation inconnue.
- Monument à Joséphin Soulary pour la place Saint-Claire à Lyon, 2e prix sur 22 concurrents, localisation inconnue.
- La République, buste monumental, 2e prix sur 17 concurrents, salle des séances du conseil municipal de Lyon.
- Monument à Gailleton à Lyon, prix ex-œquo avec Pierre Aubert, localisation inconnue.
- Monument à Lazare Carnot, à Paris, 7e prixsur 43 concurrents, localisation inconnue.
- Monument à Livet, 2e prix, localisation inconnue.

### Monuments publics

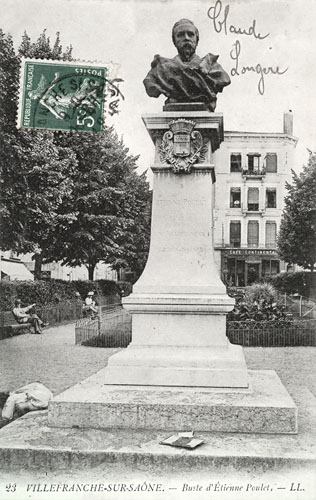
Monument à Étienne Poulet (1896), Villefranche-sur-Saône.

- Monument à Étienne Poulet, 1896, buste en bronze, Villefranche-sur-Saône.
- Monument à Bravais, Chamonix.
- Monument à Madame Courajod, Blacé.
- Monument à Grand, Chambéry.
- Monument à Édouard Thiers, 1892-1893, Lyon, place raspail.
- Retable de la Trinité, marbre, Lyon, église Saint-Nizier.
- Senectuti panem dedit et domun, Salon de 1907, bas relief, Lyon, hospice Debrousse.
- Horloge monumentale de Tassin-la-Demi-Lune, 1907, place Vauboin, elle représente le symbole de la ville de Tassin-la-Demi-Lune depuis 1908. L'édifice monumental de style éclectique, d'une hauteur totale de 13,50 m, est l'œuvre des architectes Robert et Chollat avec la collaboration de Pierre Devaux pour la sculpture des éléments décoratifs, de M. Terracol pour la maçonnerie et de la Maison Charvet pour l'horloge.

### Monument privé
- Monument au colonel Constentin Polonus, Lyon, cimetière de la Guillotière.
- Monument à Quay-Cendre, Lyon, cimetière de la Guillotière.
- Monument à Muguet, Lyon, cimetière de Loyasse.
- Monument à Bonna, Aix-les-Bains.
- Monument à Berardi, Lyon, cimetière de la Croix-Rousse.
- Monument à Joséphin Soulary, Lyon, cimetière de la Croix-Rousse.
- Monument à De Chavigny, Moulins.
- Monument à Andrieux, La Boisse.
- Monument à Mangini, deux pleureuses voilées, Saint-Pierre-la-Palud.
- Le Rhône et La Saône, cariatides, Salon de Paris de 1896, localisation inconnue.
- Luigini, Salon de Paris de 1908, localisation inconnue.

### Médaillon
- Joseph Rochet, député du Rhône, Lyon.
- Louis Hénon, maire de Lyon.
- Antoine Gailleton, maire de Lyon, deux médaillons se trouvant dans la cour d'honneur de[Quoi ?].
- Joséphin Soulary, ornant sa maison située rue des Gloriettes à Lyon.

### Médaille
- Médaille à l'attention de Abraham Hirsch, architecte, offerte par le personnel de l'architecture.
- Henri Girardon (1844-1907), ingénieur.
- M. Aveyron, offerte par les élèves de l'École normale, Salon de Paris de 1901.
- Le Chirurgien Léon Bérard, plaquette en bronze, Salon de Paris de 1910.
- M. Page, médaille d'or, Salon de Paris de 1897.
- Plaquette en argent, offerte à Louis Lumière à l'occasion de sa nomination d'officier de la Légion d'honneur.
- Mme Berthe Dussard, médaille d'argent, Salon de Paris de 1900.
- M. Duneau, médaille d'argent.

### Céramique
- Les Éléments, cheminée de 220 cm de haut en grès flammé, présentée lors de l'Exposition universelle de 1911 à Turin, localisation inconnue.
- Le Rhône, La Saône, vase en grès flammé, hauteur 70 cm, acquis par le Gouvernement Russe, pour le musée[Lequel ?] de la Ville de Moscou.

### Œuvres décoratives
- La décoration dans son intégralité de la villa des fleurs (détruite en 1955) à Aix-les-Bains, comprenant des ornementations et des cariatides.
- La décoration de l'hôtel Beau-rivage à Lausanne, comprenant cinq groupes de trois figures allégoriques (les arts, les sciences, l'éloquence, le travail, les plaisirs) et une cheminée monumentale en marbre comprenant deux statues en bronze figurant le jour et la nuit.
- La décoration du château d'Azolette, comprenant des chimères et divers motifs décoratifs.
- La décoration de la villa Lumière à Évian-les-Bains comprenant une porte monumentale flanquée de cariatides ainsi que l'intégralité de la décoration intérieure.
- La décoration extérieure et une partie de la décoration intérieure de la villa Lumière à Monplaisir à Lyon.
- La décoration extérieure du musée Paul-Dini de Villefranche-sur-Saône.
- Trois frontons au palais de la foire de Lyon.
- La décoration extérieure de la Caisse d'épargne, à Miribel.

## Distinctions
- Officier d'académie en 1897.
- Officier de l'Instruction publique en 1905.

## Fonctions
- Membre du jury d'État de 1889 à 1904.
- Membre du jury du Salon en 1896.
- Membre du jury de la Société lyonnaise des beaux-arts en 1897[8].
- Membre de la commission consultative des musées de 1902 à 1912.
- Membre de la Société des artistes français.
- Membre du Salon d'automne.